# فرلزبورگ (تگزاس)
فرلزبورگ (به انگلیسی: Frelsburg) یک منطقهٔ مسکونی در ایالات متحده آمریکا است که در تگزاس واقع شده‌است. فرلزبورگ ۹۲٫۰۵ متر بالاتر از سطح دریا واقع شده‌است.